# 21446 Tedflint
21446 Tedflint este un asteroid din centura principală de asteroizi.

## Descriere
21446 Tedflint este un asteroid din centura principală de asteroizi. A fost descoperit pe 18 aprilie 1998 la Socorro, New Mexico, în cadrul proiectului LINEAR. Asteroidul prezintă o orbită caracterizată de o semiaxă mare de 2,53 ua, o excentricitate de 0,10 și o înclinație de 3,9° în raport cu ecliptica.